# FK Arkadag
FK Arkadag (turkm. Arkadag Futbol Kluby, Arkadag FK) – profesjonalny klub piłkarski z siedzibą w Arkadag w Turkmenistanie. Założony w 2023 roku przez Gurbanguly Berdimuhamedow. Klub gra w Ýokary Liga i został mistrzem kraju w swoim pierwszym sezonie (2023).

## Historia
Rywalizując w najwyższej klasie rozgrywkowej Turkmenistanu od samego początku, spotkali się z krytyką ze strony fanów, którzy oskarżali ich o bycie faworyzowanymi przez władze w ligi.
W listopadzie nowym menadżerem FK Arkadag został Władimir Baýramow. W tym samym miesiącu zaprezentowano logo zespołu z wizerunkiem konia Achał-Teke.
3 grudnia klub zdobył swój pierwszy tytuł mistrza kraju w najwyższej klasie rozgrywkowej Turkmenistanu, pokonując Altyna Asyra 4:0 i nie przegrywając ani jednego z 24 meczów ligowych. Najlepszym strzelcem klubu i ligi z 27 golami był Didar Durdyev. Wladimir Baýramow 24 grudnia 2023 roku poprowadził Arkadag do drugiego trofeum, pokonując Ahal FK 3:0 w finale Pucharu Turkmenistanu.

## Sukcesy
- Ýokary Liga
  - Mistrzostwo (2): 2023, 2024[12]
- Puchar Turkmenistanu
  - Zdobywcy (1): 2023

## Menadżerowie
| Imię                   | Narodowość   | Lata  |
| ---------------------- | ------------ | ----- |
| Guwançmuhammet Öwekow  | Turkmenistan | 2023  |
| Begençmuhammet Kulyýew | Turkmenistan | 2023  |
| Władimir Baýramow      | Turkmenistan | 2023– |

## Stadion
Głównym stadionem FC Arkadag jest stadion Arkadag mogący pomieścić 10 000 widzów.

## Kolory, herb i zestaw

### Herb
Herbem klubu jest koń Achał-Teke na tle gór Kopetdag. W logo użyto kolorów białego i niebieskiego.

### Sponsorzy techniczni i główni
| Okres          | Marka | Sponsor                      |
| -------------- | ----- | ---------------------------- |
| 2023 – obecnie | Jako  | Administracja miasta Arkadag |